# Kaboom (película)
Kaboom es una película de comedia y ciencia ficción del 2010, escrita y dirigida por Gregg Araki y protagonizada por Thomas Dekker, Haley Bennett, Juno Temple y James Duval.
Se estrenó en el Festival de Cine de Cannes de 2010 en donde fue premiada con un 'Queer Palm' por su contribución a la comunidad lesbiana, gay, bisexual y transgénero
Kaboom es una historia de ciencia ficción en el despertar sexual de un grupo de estudiantes universitarios.

## Argumento
Smith es un estudiante de 18 años que se identifica sexualmente como "no declarado" con un fuerte apetito  sexual. Él está sufriendo de sueños extraños. Smith va a la universidad con su mejor amiga, Stella, la cual conoce desde la escuela primaria. Smith encuentra una nota que dice "eres hijo escogido". Éste tiene un compañero de habitación, Thor, que le atrae sexualmente pero se lamenta, ya que Thor es heterosexual. 
Stella va a una fiesta con Smith y ella se liga a una muchacha, Lorelei. Él reconoce a Lorelei como una de las personas en su sueño. Luego, Smith coquetea con un tipo, pero se distrae cuando una pelirroja de su sueño vomita sobre su zapato. El tipo desaparece, y Smith se va con London, una estudiante británica que solo lo quiere para tener sexo.
Smith visita una playa nudista, y conoce a un hombre llamado Hunter. Ellos comienzan a tener sexo, pero Smith se decepciona al oír que Hunter está casado. Stella descubre que Lorelei no sólo es insaciable, sino también una bruja con problemas al rechazo. Stella trata de dejarla, pero se le dificulta cuando la bruja entra en el cuerpo de Smith, y luego trata de estrangularla en el baño. Stella se salva  mediante la pulverización de agua sobre Lorelei, lo que la hizo quemar.
Durante este tiempo, Smith sigue soñando con la muchacha pelirroja. En sus sueños, ellos son ambos perseguidos por gente que lleva máscaras de animal. Smith averigua que la muchacha fue asesinada, y su cabeza fue cortada. Él, más tarde encuentra a su hermana gemela, que dice que ella fue secuestrada hace muchos años por hombres que llevan máscaras de animal. Smith también encuentra al tipo de la fiesta y descubre que su nombre es Oliver. Él es homosexual y quiere tener una cita con Smith.
Smith entra la habitación y encuentra a Thor y su mejor amigo, Rex haciendo lucha libre en ropa interior llamándose gay uno al otro. London seduce a Rex y lo convence de tener un trío con Smith para su cumpleaños número 19. 
La gente con máscaras de animal finalmente capturan a Smith, London, y la mamá de Smith. Ellos son atados en una furgoneta para ser llevados a conocer al jefe de un culto secreto que más tarde, Smith averiguará que es su padre (aunque siempre le dijeran que su padre murió cuando él era joven), y que London es su hermanastra. 
Mientras tanto, Stella, Oliver, y el “Mesías" se juntan para perseguir a la furgoneta. Oliver tiene poderes como Lorelei, pero los usa el bien. Él buscaba a Smith para protegerlo al igual que el Mesías. La gente con máscaras de animal resultaron ser Thor, Rex, y Hunter. Ellos deben llevar a  London y Smith a un refugio secreto subterráneo para sobrevivir a la explosión de unas docenas de bombas nucleares. Cualquiera que no esté en el culto será aniquilado, y luego, el culto conquistará al mundo con Smith como su líder.
La película finaliza con el padre de Smith, presionando un botón que hace explotar a todo el planeta Tierra, incluido el refugio subterráneo del culto.

## Reparto
- Thomas Dekker como Smith.
- Haley Bennett como Stella.
- Juno Temple como London.
- Kelly Lynch como la mamá de Smith.
- Michael James Spall como el papá de Smith.
- James Duval como El Mesías.
- Chris Zylka como Thor.
- Roxane Mesquida como Lorelei.
- Nicole LaLiberte como Madeleine O'Hara/Rebecca Novak.
- Jason Olive como Hunter.
- Brennan Mejia como Oliver.
- Andy Fischer-Price como Rex.

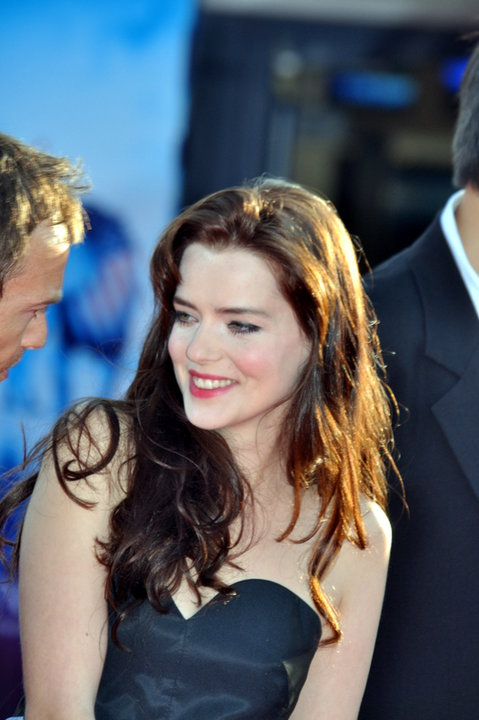
Mesquida en Deauville, 2010.
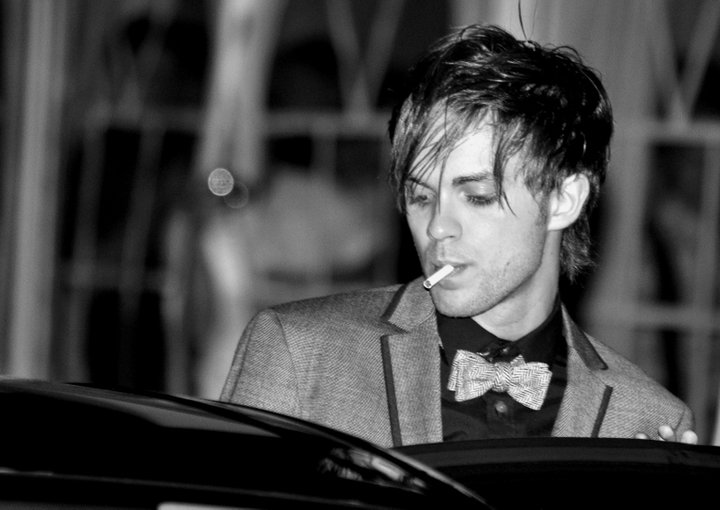
El protagonista de Kaboom.
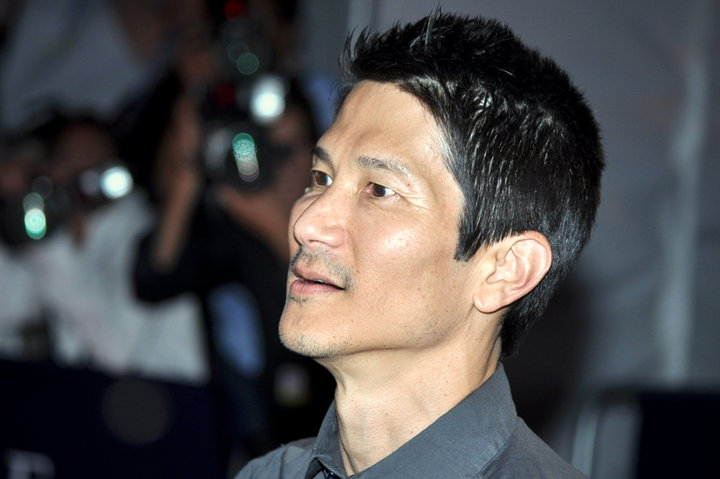
Gregg Araki en Deauville, 2010.
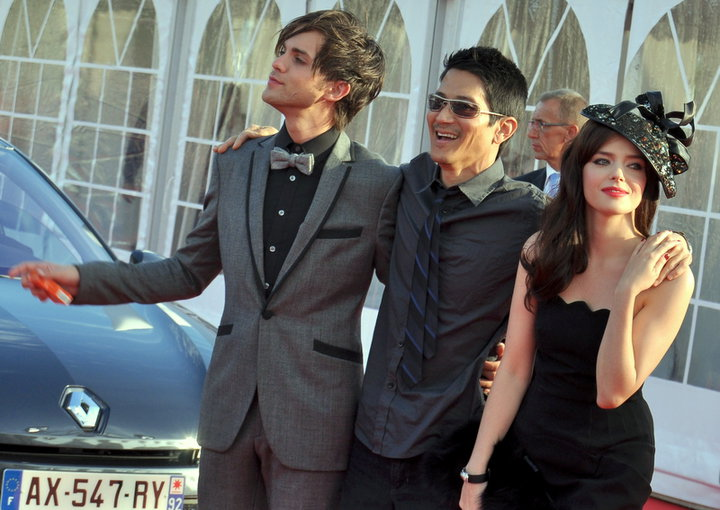
El protagonista y su director.